# ロバート・スチーブンソン・アンド・カンパニー
ロバート・スチーブンソン・アンド・カンパニー（英語: Robert Stephenson and Company）は、1823年にイギリスに設立された機関車の製造会社である。鉄道の機関車を専門に製造する会社として設立された最初の会社であった。

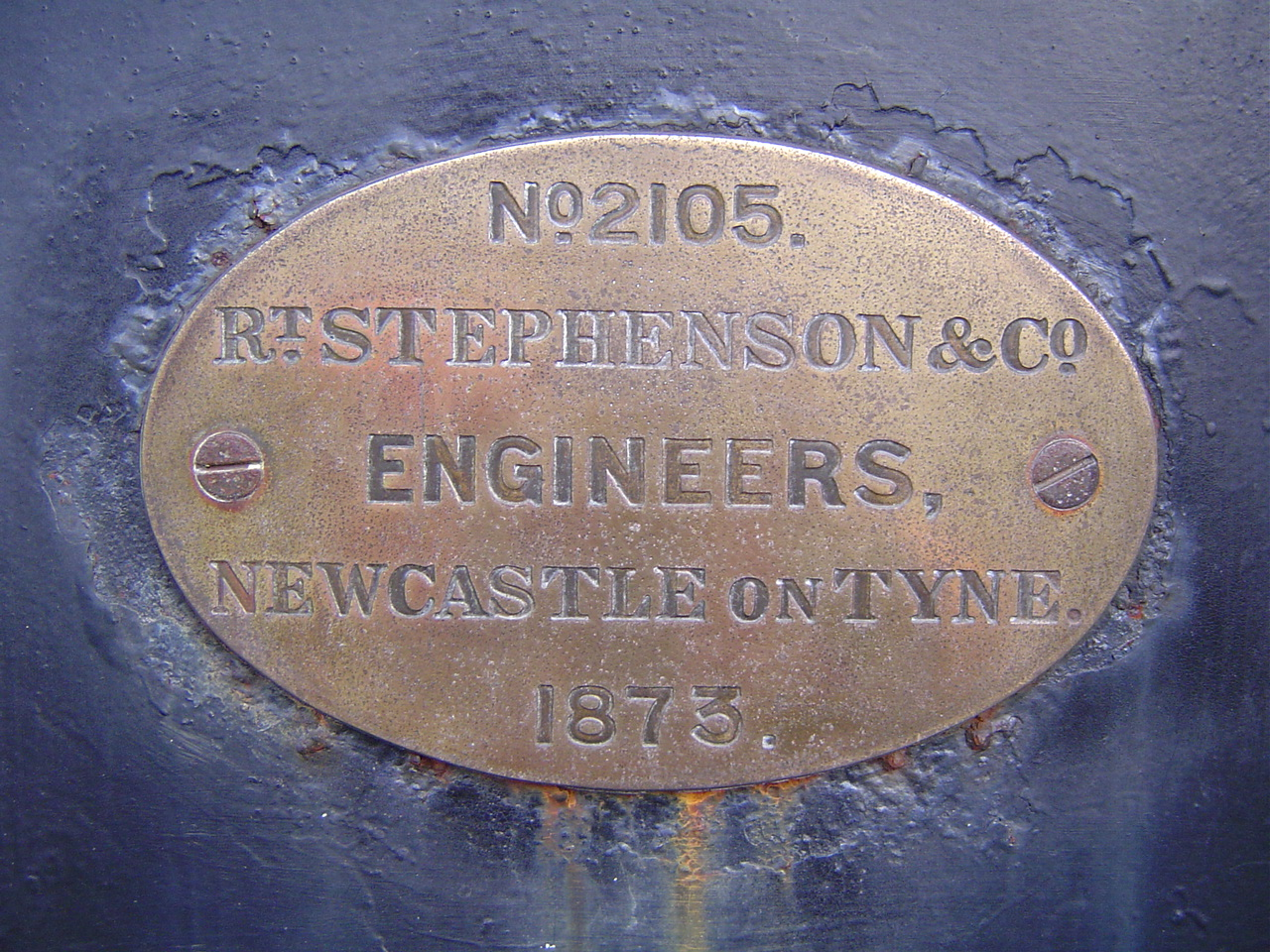
加悦鉄道2に貼付されている銘板

## 設立と初期の成功
会社は1823年にジョージ・スチーブンソン、その息子のロバート・スチーブンソン、エドワード・ピース、マイケル・ロングリッジ（Michael Longridge、ベドリントンにある鉄工場の所有者であった）らによってイングランド、ニューカッスル・アポン・タインのフォース・ストリートに設立された。彼らによるストックトン・アンド・ダーリントン鉄道の建設の一環として設立されたものであった。工場の管理者はしばらく、後にジョージ・スチーブンソンと同じくイギリス機械学会の会長を務めることになるジェームズ・ケネディが担当していた。
最初の機関車は「ロコモーション・ナンバーワン」で、これによって製造ラインが開かれ、続いて「ホープ」(Hope)、「ブラック・ダイヤモンド」(Black Diamond)、「ディリジェンス」(Diligence) という3両が製作された。垂直に取り付けられたシリンダーのため、これらの機関車は動揺が激しく、ヘットン炭鉱鉄道ではスチーブンソンは蒸気圧によるスプリングを導入してみたが、失敗に終わった。1828年には「エクスペリメント」(Experiment) において斜めにシリンダーを取り付けて、安定性を改善しまたスプリングの上に取り付けられるようになった。当初は4輪であった「ビクトリー」(Victory) も造られ、後に6輪に改造された。この頃、アメリカ合衆国向けに2両の機関車が製造されている。最初の1両、4輪の「アメリカ」(America) はデラウェア・アンド・ハドソン鉄道による発注であった。2両目は6輪の「ウィスラー」(Whistler)で、1833年にボストン・アンド・プロビデンス鉄道向けに製造されたが、後に「マサチューセッツ」(Massachusetts) と改称され、マサチューセッツ州マンスフィールドにおいて沼に沈んで失われた。

## レインヒル・トライアル
1829年にスチーブンソンのロケット号はレインヒル・トライアルに勝利を収めた。この機関車には多煙管式のボイラーと独立した火室という2つの大きな改良があった。当初は斜めに取り付けられていたシリンダーは後に水平に改造された。インヴィクタは12両目の機関車で、向けに製造された。シリンダーは斜めに取り付けられていたが、前端に移されていた。1830年にはシリンダーを台枠の内側に入れたプラネット型機関車が登場し、さらに大型化したボイラーにおいて安定性を増すために従輪を追加したパテンティー型機関車が続いた。この車軸配置2-2-2の設計は多くのメーカーで長年にわたり多くの機関車に使われることになった。
ジョン・ブルは当初プラネット型機関車であったが後に改造され、現在はスミソニアン博物館に収容されている。これは今も自走可能な最古の車両だとされている。

## ロングボイラー設計
多くの列車が長距離を走るようになってきたことから、火室と煙突の問題が浮かび上がってきた。ノース・ミッドランド鉄道のダービー工場との協力により、彼は排気ガスの温度を測定し、将来の機関車においてはボイラーを延長することを決めた。当初はこれらのロングボイラー機関車は車軸配置2-2-2であったが、1844年にスチーブンソンは、車輪の間にシリンダーを持ってくるために従輪を前に移して車軸配置4-2-0とした。1846年の軌間比較において、イザムバード・キングダム・ブルネルの製作した「イクシオン」と比較されたのは、このタイプの機関車の1両「グレートA」とノース・ミッドランド鉄道からのもう1両であった。1846年には従輪を追加し、初めて8輪の機関車となった。1842年にはさらなる重要な発明としてスチーブンソン式弁装置が開発された。

## クランプトン型
ロバート・スチーブンソン・アンド・カンパニーはサウス・イースタン鉄道やロンドン・チャタム・アンド・ドーバー鉄道向けに多くのクランプトン型機関車を製作した。これらはすべて車軸配置4-2-0の内側シリンダー非直接駆動方式であった。内側シリンダーは火室の前に位置するクランクシャフトを駆動し、このクランクシャフトが外側の連結棒で動輪に連結されていた。この方式はロンドン・チャタム・アンド・ドーバー鉄道では不成功に終わり、5両のエコー型機関車はわずか4年の使用で通常の車軸配置4-4-0の機関車に改造された。

## 19世紀における重要な輸出品
ロバート・スチーブンソン・アンド・カンパニーにとっての初期の輸出車両としてはエジプト向けのものがあり、これはエジプトの総督にスエズ-アレクサンドリア鉄道の建設を依頼されたことによるものであった。これはスエズ運河の構想を受けたもので、総督はスチーブンソンの鉄道がスエズ運河よりも優れたものであるかもしれないと考えたものであった。会社は実際に着手し一部の区間は完成させた。しかしフランスによる政治的な反対を受けたため、工事を中止せざるを得なくなった。1849年にムハンマド・アリーが亡くなり、1851年に後継者のアッバース・パシャはロバート・スチーブンソンと契約してエジプト初の標準軌の鉄道を建設することになった。最初の区間、地中海岸のアレクサンドリアとロゼッタ支線上のナイル川に面したカフル・エル＝ザイアットの間は1854年に開通した。これはオスマン帝国内における最初の鉄道で、またアフリカ・中東における最初のものでもあった。同年アッバース・パシャは亡くなりサイード・パシャが後を継ぎ、その治世下にカフル・エル＝ザイアットとカイロの間が1856年に、そしてカイロからスエズの間が1858年に開通した。フェルディナン・ド・レセップスがスエズ運河を完成させたのは1869年であったので、これは地中海とインド洋を結ぶ最初の近代的な交通機関であった。当初はカイロ-アレクサンドリア間の路線はカフル・エル＝ザイアットにおいてナイル川を80フィート（約24 m）の車両艀で横断していた。しかし1858年5月15日にサイードの推定後継者であるアフマド・リファート・パシャを乗せた特別列車が艀から川に転落し、彼は溺死してしまった。このためスチーブンソンは、この車両艀に代えてほぼ500 mの長さのある旋回橋を建設することになった。

## 20世紀にかけて
19世紀の残りの期間、次第に競争が激しくなっていったが、国内および国外に対して鉄道関連機材を供給して会社は繁栄した。1899年までに約3,000両の機関車が製造され、新しい有限責任会社のロバート・スチーブンソン・アンド・カンパニー・リミテッド（Robert Stephenson and Company Limited）が設立され、そしてダーリントンへ工場が移転した。この工場からの最初の機関車は1902年に出荷された。
イギリスの多くの鉄道会社は自前で鉄道車両を製造していたので、多くの製品は輸出用であった。たとえば車軸配置4-4-0のウード・アンド・ロヒルカンド鉄道 (Oudh and Rohilkund Railway) 向けの機関車や、車軸配置4-6-0あるいは2-8-0のベンガル・ナーグプル鉄道向けの機関車などである。これらの機関車はインドの鉄道向けのBESA規格の設計にいくらか先行したものであった。またこの工場ではイギリスで最初の車軸配置2-10-0の機関車を1905年にアルゼンチン・グレート・ウェスタン鉄道向けに製造した。
第一次世界大戦中は、会社は弾薬の生産に力を注いだ。1917年から1920年までは大陸での使用のために陸軍省が大量の鉄道運行局2-8-0型蒸気機関車や車軸配置0-6-0のSNCV18型蒸気機関車（軌道蒸気機関車）を発注した。それ以降はいくつかの理由により経営は不振となった。この時期に顕著な製品としては、1921年にグレート・ウェスタン鉄道向けの客貨兼用車軸配置2-6-0の機関車を30両、ロンドン・アンド・ノース・イースタン鉄道向けに車軸配置0-6-0のタンク機関車を30両、サマーセット・アンド・ドーセット・ジョイント鉄道向けの車軸配置2-8-0の7F型を5両といったものである。1936年から1937年にかけては、ロンドン・アンド・ノース・イースタン鉄道向けのB17クラスの11両やサウス・インディアン鉄道向けの車軸配置2-6-4の旅客用タンク機関車の7両を含めて、わずか46両しか製造しなかった。

## 合併と廃業
1937年に会社はホーソン・レスリーの機関車製造事業を合併し、ロバート・スチーブンソン・アンド・ホーソーンズとなった。造船事業は別部門として活動した。本線用の蒸気機関車はダーリントンでの製造が続行され、産業用の機関車はニューカッスル、フォースバンクにあるホーソン・レスリーの工場で生産された。1938年にキットソン・アンド・カンパニーとマニング・ワードルのブランドを買収した。
第二次世界大戦中は産業用の車軸配置0-4-0/0-6-0のサドルタンク機関車の製造に忙しかったが、1940年にはイラク国鉄向けのイラク国鉄PC型蒸気機関車を4両製造した。ただし1両は輸送中に失われた。1943年には90両のハンスレット・オーステリティ型蒸気機関車が陸軍省向けに製造された。
1830年にロバート・スチーブンソンとチャールズ・テイラーによって設立された会社であったバルカン・ファウンドリーが1944年に株式の大半を買収し、さらに後にイングリッシュ・エレクトリックの一部となった。製品の大半は輸出用または産業用で、南アフリカ国鉄19D型蒸気機関車を50両、インド向けのYB、YL、YM型、タスマニア州営鉄道向けの車軸配置4-6-2のM型を10両といったところであった。イギリス国内向けの本線用機関車としてはイギリス国鉄東部局向けのL1型蒸気機関車を35両、西部局向けの9400型蒸気機関車を100両製造するなどした。
最後に製造された蒸気機関車は1958年の車軸配置0-6-0のタンク機関車と1959年の3軸無火機関車であった。フォース・ストリート工場は1960年に閉鎖となり、ダーリントン工場は電気機関車とディーゼル機関車の生産を続行して1962年にイングリッシュ・エレクトリックダーリントン工場となった。
ニューカッスル・アポン・タイン南部にある、スチーブンソンがかかわったフォース・ストリート工場の事務所棟と工場1棟がロバート・スチーブンソン・トラストによって復元されている。2009年2月にかつてのロバート・スチーブンソンとホーソン・レスリーの機関車工場跡地が「スチーブンソン地区」として再開発されることになり買収された。復元された建物およびいくつかのその他の建物が登録建築物として保護されているが、将来的に一般公開されるかは不透明である。

## 日本との関わり

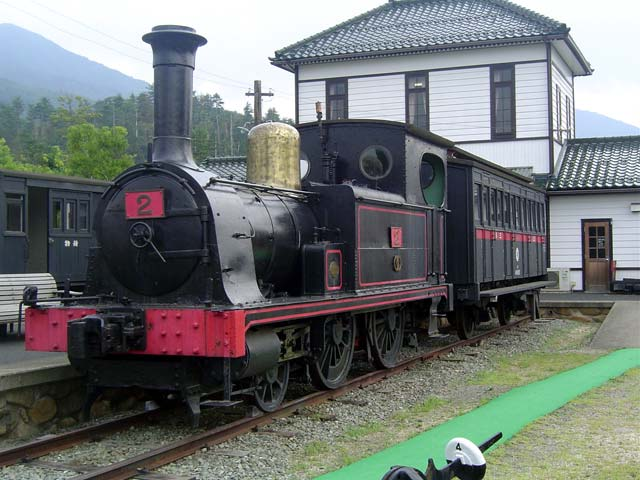
加悦鉄道2。重要文化財に指定されている。

日本で使用されたロバート・スチーブンソン製の蒸気機関車は非常に少なく、1874年（明治7年）に阪神間鉄道開業用として輸入された官設鉄道の4両（後の鉄道院120形）があるに過ぎない。外地に目を向けても、1902年（明治35年）に輸入された台湾総督府鉄道E18形（鉄道作業局A8クラス同等品）が2両あるだけである。このように、日本とは非常に縁が薄かったが、官設鉄道向けの1両（後の鉄道院123→簸上鉄道2→加悦鉄道2）が長命を保ち、現在も加悦SL広場に保存されているのが特筆される。この機関車は、2005年（平成17年）に国の重要文化財に指定されている。